# Salty du Rand
Jacobus Abraham du Rand, plus connu comme Salty du Rand, né le 16 janvier 1926 à Hofmeyr et décédé le 27 février 1979 à Pretoria (Afrique du Sud), était un joueur de rugby à XV qui a joué avec l'équipe d'Afrique du Sud. Il évoluait au poste de deuxième ligne.

## Carrière
Il a disputé son premier test match le 16 août 1949 contre les All Blacks. Il joua son dernier test match contre les All Blacks le 1er septembre 1956.
Il participe donc à la fameuse série victorieuse 4 tests à 0 des Springboks contre les All Blacks comme troisième ligne aile pour deux rencontres remportées 12-6, 9-3.
En 1951 il est sélectionné à 3 reprises avec les Springboks, qui font une tournée en Europe. Il l'emporte sur l’Écosse 44-0 et il inscrit à cette occasion son premier essai en test match. Il participe ensuite à la victoire contre l'Irlande 17-5 puis à celle sur le pays de Galles 6-3.
En 1952 il achève le Grand Chelem en gagnant l'Angleterre 8-3, puis à Paris 25-3.
Il est ensuite choisi pour disputer une série de 4 matchs contre les Wallabies en 1953, et il inscrit un essai lors du premier test à l'Ellis Park, pour une victoire de l'Afrique du Sud 25-3. C'est alors son huitième match sous le maillot des Springboks pour autant de victoires. Il inscrit encore un essai le match suivant mais le match est perdu. Il joue les deux matchs suivants qui se traduisent par deux victoires.
En 1955 les Lions britanniques se déplacent en Afrique du Sud. Du Rand jouent les quatre tests. L'année suivante il est retenu à deux reprises pour affronter les Wallabies et les Springboks gagnent les deux rencontres. Les Sud-Africains se déplacent en Nouvelle-Zélande, et Du Rand est le capitaine des Springboks contre les All Blacks le 14 juillet à Carisbrook. Il joue trois autres fois contre les All Blacks. 
Il décède en 1979 à Pretoria.

## Palmarès
- 21 test matchs avec l'équipe d'Afrique du Sud
- 4 essais
- Test matchs par année : 2 en 1949, 3 en 1951, 2 en 1952, 4 en 1953, 4 en 1955, 6 en 1956